# Newtownbutler
Newtownbutler är en ort i Storbritannien.   Den ligger i riksdelen Nordirland, i den västra delen av landet, 600 km nordväst om huvudstaden London. Newtownbutler ligger 57 meter över havet och antalet invånare är 943.
Terrängen runt Newtownbutler är huvudsakligen platt, men norrut är den kuperad. Runt Newtownbutler är det ganska glesbefolkat, med 26 invånare per kvadratkilometer. Närmaste större samhälle är Lisnaskea, 9,5 km nordväst om Newtownbutler. Trakten runt Newtownbutler består i huvudsak av gräsmarker.